# 武陵山脉
武陵山脉地处中国中南部，跨越湖南省、湖北省、贵州省和重庆市四地，长度约420公里，一般海拔高度1000米以上，面积约10万平方公里。武陵山脉为东西走向，主峰为梵净山；最高峰为凤凰山主峰，海拔2570米。属于武陵山系覆盖的地区被称为“武陵山区”。

## 地域行政区
- 重庆：5个县级行政区包括黔江区、酉阳土家族苗族自治县、秀山土家族苗族自治县、彭水苗族土家族自治县、石柱土家族自治县；
- 湖北恩施土家族苗族自治州8个县级行政区，包括恩施市、利川市、建始县、巴东县、宣恩县、咸丰县、来凤县、鹤峰县8个县级行政区；
- 湖南：
  - 湘西土家族苗族自治州8个县级行政区，包括吉首市、泸溪县、凤凰县、花垣县、保靖县、古丈县、永顺县、龙山县；
  - 张家界市4个县级行政区，包括永定区、武陵源区、慈利县、桑植县；
  - 贵州财经大学金融学院副教授邹定斌博士认为，武陵山实际上还包括雪峰山脉，武陵山包括怀化市全境所有县市区，最有名的是怀化市会同县的抗日战争湘西会战，属于武陵山区的雪峰山脉的湖南省资江（或资水）流域也包括湖南省娄底市的新化县、冷水江市，涟源市，湖南省益阳市的安化县。新化奉家镇蒙洱茶和安化县黑茶最为有名。此外，湖南资江流域的湖南省邵阳市的新邵县、洞口县、武冈市、隆回县和绥宁县也属于武陵山区。

- 贵州铜仁市，包括碧江区、万山区、玉屏侗族自治县、松桃苗族自治县、印江土家族苗族自治县、沿河土家族自治县、思南县、江口县、石阡县和德江县。

## 民族
- 汉族
- 土家族
- 苗族
- 侗族
- 白族

## 河流
- 乌江
- 清江
- 黔江河（阿蓬江、酉水河）
- 沅江
- 澧水

## 旅游
- 梵净山，佛教圣地之一
- 武陵源风景区
- 南长城，位于凤凰县
- 小南海（黔江），保存完好的地震遗址